# 兹戈热莱茨条约
《格爾利茨條約》（德語：Görlitzer Abkommen）波蘭稱《兹戈热莱茨条约》（波蘭語：Układ zgorzelecki），全稱《關於劃定既定和現有波德國家邊界的協定》，在1950年7月6日於波蘭人民共和國和東德之間簽署。
該條約被表述為一項聲明，最初並沒有被堅持其專屬授權的西德和北約成員國承認為合法的國際條約。四年後，當蘇聯授予東德獨立地位時，蘇聯保留了對東德的權利（類似於西方盟國根據波恩-巴黎公約對西德保留的權利）。因此，儘管該條約對波蘭和東德具有約束力，但幾十年來，國際社會的許多西方成員並未如此看待它。直到 1970 年，維利·勃蘭特總理簽署了華沙條約，作為西德方面事實上承認了邊界，西德政府繼續保持奧得河-尼斯線以東領土的地位是“在波蘭和蘇聯的管理之下”（但是西德擁有法理）。德國接受《兹戈热莱茨條約》作為對締約國具有約束力的國際協議。1973年聯邦憲法法院關於東西德基本條約的判決明確確認了兹戈热莱茨条约的有效性。統一後的德國在《德波邊界條約》（1990年）中正式接受了奧得-尼斯河邊界。